# Aphrodisium cantori
Aphrodisium cantori is een keversoort uit de familie van de boktorren (Cerambycidae). De wetenschappelijke naam van de soort werd voor het eerst geldig gepubliceerd in 1839 door Hope.

## Uiterlijk
Aphrodisium cantori is een grote boktor, met een lengte van meer dan 50 mm. De elytra en de thorax zijn metallic groen, blauw of paars gekleurd. Bovendien heeft de thorax zijdoorns. De poten zijn zwart, behalve de tarsen, die zijn geel of oranje.

## Ecologie
Zoals allerlei soorten boktorren, ontwikkelen de larven van A. cantori zich in hout. Bomen waarvan zeker is dat deze soort zich erin voort kan planten zijn Buchanania latifolia, Mallotus philippensis en Salix tetrasperma.

## Verspreiding
Aphrodisium cantori komt voor in het Oriëntaalse gebied, er zijn waarnemingen uit India, Nepal, Bangladesh, Thailand, Myanmar, Laos en mogelijk ook in Sri-Lanka en Pakistan. 